# Mira Topić
Mira Topić est une ancienne joueuse de volley-ball croate née le 2 juin 1983 à Split. Elle mesure 1,86 m et jouait au poste de réceptionneuse-attaquante.

## Clubs
| Club                          | De        | À         |
| ----------------------------- | --------- | --------- |
| OK Kaštela                    | 1998-1999 | 2000-2001 |
| University of Texas at Austin | 2001-2002 | 2003-2004 |
| Eczacıbaşı İstanbul           | 2004-2005 | 2004-2005 |
| Markopouolo                   | 2005-2005 | 2005-2005 |
| CS Rapid Bucureşti            | 2005-2006 | 2005-2006 |
| Volley 2002 Forlì             | 2006-2007 | 2006-2007 |
| CAV Murcia 2005               | 2008-2009 | 2008-2009 |
| CV 2004 Tomis Constanţa       | 2009-2010 | 2009-2010 |
| Schweriner SC                 | 2010-2011 | 2011-2012 |
| VK Tioumen                    | 2012-2013 | 2013-2014 |
| Impel Wrocław                 | 2014-2015 | 2014-2015 |
| VK AGEL Prostějov             | nov 2015  | jan 2016  |
| Sarıyer Belediyesi            | jan 2016  | mai 2016  |

## Palmarès
- Championnat de Roumanie
  - Vainqueur : 2006.
  - Finaliste : 2010.
- Championnat d'Espagne
  - Vainqueur : 2009.
- Coupe d'Espagne
  - Vainqueur : 2009.
- Championnat d'Allemagne
  - Vainqueur : 2011, 2012.
- Coupe d'Allemagne
  - Vainqueur : 2012.